# Mastocytos
Mastocytos är en grupp av sjukdomar som orsakas av ansamling av avvikande mastceller i kroppen med åtföljande symtom orsakade av dessa. Mastcellen är en typ av vit blodkropp varför dessa tillstånd är en form av blodsjukdomar, de ger dock sällan symtom som vanligtvis ses vid blodsjukdomar.

## Klassifikation
Mastocytos indelas enligt den reviderade WHO-klassifikationen från 2016

### Hudmastocytoser (Kutan mastocytos)[2]
- Maculopapular cutaneous mastocytosis
- Diffus hudmastocytos (DCM, diffuse cutaneous mastocytosis)
- Mastocytom i huden (cutaneous mastocytoma)

### Systemiska mastocytoser
- Indolent Systemisk mastocytos (ISM)
- Smouldering systemisk mastocytos (SSM)
- Systemisk mastocytos med annan blodsjukdom (SM-AHN)
- Aggressiv mastocytos (ASM)
- Mastcellsleukemi (MCL)

## Förekomst
Den verkliga förekomsten (incidens och prevalens) av mastocytos är okänd. Sjukdomarna är dock relativt ovanliga.
Hudmastocytoserna är de absolut vanligaste formerna av mastocytos hos barn, vilka extremt sällan har systemisk mastocytos. Hudmastocytos hos barn debuterar ofta i spädbarnsåren och brukar i de allra flesta fall försvinna i samband med puberteten. Graden av symtom och besvär hos barn varierar stort beroende på vilken typ det rör sig om och utbredningen i huden.
Systemisk mastocytos (SM) är den vanligaste formen av mastocytos  hos vuxna. Av vuxna med hudmastocytos kan systemisk mastocytos påvisas hos mer än 80 %. Många vuxna har dock systemisk mastocytos utan hudengagemang. Hos de med systemisk mastocytos är den indolenta systemiska mastocytosen (ISM) vanligast och utgör minst 90% av alla med SM medan de mer avancerade formerna är ovanliga.

## Systemisk mastocytos

### Orsak
Hos mer än 90% av patienterna kan man hitta en mutation i genen för KIT. KIT är en receptor för så kallad stamcellsfaktor (SCF) som bland annat styr utveckling och mognad hos mastceller. Orsaken till denna mutation är okänd. Vid avancerade former (ASM och SM-AHN) så hittas ofta också andra mutationer (t.ex. ASXL1 och RUNX1) [5]

### Symtom
Symtombilden vid systemisk mastocytos är mycket varierande. Alltifrån inga symtom alls till mycket allvarliga symtom från många olika organ.
Symtom och tecken som kan ses är bland annat
- Anafylaxi. Ibland utan klar utlösande orsak. Ofta orsakad av geting- eller bistick.
- Allergi-intolerans mot läkemedel och/eller födoämnen.
- Hudbesvär. Vanligast är MPCM med röda-brunröda hudförändringar, oftast på bål, överarmar och lår. Klådan kan vara besvärande och utlösas av kyla, värme, tryck eller annan mekanisk retning.
- Benskörhet. Mastcellerna utsöndrar ämnen som kan leda till förtidig benskörhet med risk för frakturer
- Mag-tarmbesvär. Kräkningar, magkatarr, magkramper, diarréer kan bero både på direkt infiltration av mastceller men också på utsöndring av mediatorsubstanser
- Blodbildsförändringar. Blodbrist och andra förändringar i blodet ses främst vid avancerad mastocytos och är relativt ovanligt.
- Psykiska symtom. Vid mastocytos kan ämnen frisatta från mastceller leda till psykiska symtom som ångest, oro och koncentrationssvårigheter. Kunskapen är dock ännu bristfällig om hur vanligt och allvarligt detta är.
- Flush och svettningar.
- Hjärtklappning.

Det finns få kvalitativa studier om patienters upplevelser av att leva med SM men i en nyligen publicerad dansk studie beskrivs sjukdomens mångdimensionella påverkan på det dagliga livet.

### Misstanke
Misstanke om systemisk mastocytos bör väckas vid mastocytos i huden hos vuxna, allvarlig anafylaxi utan förklaring eller anafylaxi efter bi- eller getingstick samt vid förtidig, oförklarad benskörhet. 
Misstanke bör också väckas vid andra symtom enligt ovan, speciellt om ingen annan förklaring kan hittas och om det föreligger förhöjt basalt s-tryptas.
Vid misstanke kan analyseras trypas i blodprov (s-tryptas). Detta är ett ämne som lagras i mastceller och släpps ut vid mediatorfrisättning. S-tryptas är normalt <11 ng/ml. Det kan dock stiga av många andra orsaker t.ex. allergisk reaktion eller nedsatt njurfunktion. Vid utredning av ev. mastocytos bör det analyseras när personen inte har symtom (basalt s-tryptas).
Man har också utvecklat en metod att analysera förekomst av KIT-mutationen i blodprov som kan vara av värde att analysera i tveksamma fall.

## Hudmastocytos[8]

### Hudmastocytos hos barn
Hudutslagen hos barn är mera varierande än hos vuxna. Alla tre typer av hudutslag förekommer men isolerade mastocytom eller spridd MPCM är de vanligaste varianterna av mastocytos, men övergångsformer förekommer. Debuten sker ofta inom de första 6 levnadsmånaderna. Flertalet barn är helt eller relativt obesvärade av sina utslag. Mekanisk retning av hudutslagen t.ex. tryck från muddar eller blöjkant kan dock ge klåda eller blåsor utan ärrbildning. En del får aktivering av utslagen vid svettning, varma bad eller feber. 
- Mastocytom. I typiska fall ses här en enstaka, ofta flera centimeter stor, gul-röd-brun knöl. I enstaka fall förekommer 2-3 fläckar som reagerar med svullnad efter mekanisk retning. Ibland kan barnet få en attackvis, snabbt övergående generell rodnad av huden (flush).
- Diffus kutan mastocytos (DCM). Vid denna sällsynta variant kan i stort sett hela hudkostymen bli röd eller gulaktigt förtjockad, ibland degig och kullerstensliknande med blåstendens. På grund av riklig ansamling av mastceller generellt i huden är symtom vanligt. Hos de minsta barnen kan sjukdomen debutera med vätske- eller blodfyllda blåsor utlösta av friktion, värme eller infektion. Hudutslagen kan påminna om andra hudsjukdomar t.ex svinkoppor. Trots utbredda och svåra hudförändringarna med blåsbildningar hos de minsta, brukar huden med tiden sakta förbättras.
- MPCM. Denna variant förekommer hos små barn i form av olikstora röd-gul-bruna, runda eller ovala fläckar främst på nacken och skalpen (men sällan centralt i ansiktet), på bålen och på armar/ben. Utbredningen varierar, men de enskilda utslagen är generellt sett något större jämfört med hos vuxna. Utslagen kan ge blåsbildning och flyta samman till större knölar med sinsemellan varierande storlek och form. Vanligen spontanläker hudförändringarna i puberteten, men större hudutslag kan ibland efterlämna en finskrynklig, rödbrun rest.

Långsiktigt god prognos hos barn. Förloppet vid kutan mastocytos hos små barn är överlag gynnsamt. Successiv tillbakagång av hudförändringarna brukar ske före puberteten. I sällsynta fall kvarstår utslagen i vuxen ålder vilket kan tala för systemisk mastocytos (se tidigare) och som därför motiverar benmärgsundersökning. 

### Hudmastocytos hos vuxna
MPCM. Den vanligaste vuxenformen av mastocytos i huden är MPCM, tidigare benämnd urticaria pigmentosa. Utslagen debuterar oftast mellan tonåren och 35 års ålder. De första hudutslagen brukar ses på låren eller nedre delen av bålen och sprider sig under loppet av många år på bål men mer sällan i ansikte. Utslagen är ca 2-5 mm stora, släta eller lätt upphöjda, brunröda och ofta påminnande om födelsemärken. Antalet utslag varierar kraftigt, från 10- till 100-tals eller fler, och kan bli tätt sammanflytande. Fläckarna är vanligen stabila under åratal eller decennier, men ibland breda ut sig. Hos 10% kan utslagen blekna eller spontanläka efter 40 års ålder.  
När hudmastocytos debuterar hos vuxna kan systemisk mastocytos (se nedan) påvisas hos fler än 95 %. 

## Diagnos
Systemisk mastocytos är en kriteriediagnos där man för att sätta diagnosen ska uppfylla antingen ett huvudkriterium och ett underkriterium eller tre underkriterier. [1]

### Huvudkriterium
- Ansamling (aggregat) av minst 15 mastceller i benmärg eller annat organ (ej hud)

### Underkriterier
- Mastceller med avvikande utseende (spolformade, de ska normalt vara runda)
- Mastceller med avvikande ytstruktur (uttryck av CD2 och/eller CD25 på cellytan)
- Basalt s-tryptas >20 ng/ml
- Påvisande av mutation i KIT(D816V)

För diagnos krävs alltså som regel utredning med benmärgsprov
Vid konstaterad systemisk mastocytos brukar sedan genomföras en utförlig kompletterande utredning för att värdera sjukdomens påverkan på olika organ och svårighetsgrad. 

## Behandling
Behandlingen kan syfta till att minska effekterna av ämnen frisatta från mastcellerna (mediatorfrisättning) eller minska mängden mastceller (cytoreduktiv behandling).
Behandlingsalternativen är många och måste anpassas efter både typ av mastocytos och svårighetsgrad.

### Antimediatorbehandling
Är den typ av behandling som används hos flest patienter, det vill säga de med indolent systemisk mastocytos. Syftar till att lindra symtom.
- Adrenalin autoinjektor. Patienter med SM har en signifikant ökad risk för anafylaxi vilket kan vara potentiellt mycket allvarligt. [4] Alla patienter med SM bör värderas vad gäller risken för anafylaxi och utrustas med autoinjektor på vida indikationer.
- Histaminblockerare (receptorhämmare) hämmar effekten av histamin som frisätts från mastceller

H1-receptorhämmare som kan ha effekt på till exempel hudsymtom, magbesvär med mera. Antihistamin tabletter kan ges upp till fyra gånger normal dos.
H2-receptorhämmare som kan ha effekt mot till exempel magbesvär.
- Leukotrienhämmare. Hämmar effekten av leukotriener.
- Natriumkromoglikat. Används främst vid mag-tarmbesvär
- Antikropp mot IgE-receptorn. Kan övervägas vid täta anafylaxier

### Ljusbehandling
UVB eller PUVA har tidigare använts pga dess klådstillande effekt men bör användas med försiktighet på grund av uppgifter om ökad risk för hudtumörer hos mastocytospatienter.

### Skelettstärkande behandling
Vid nedsatt bentäthet eller benskörhet
- Kalcium+D-vitamin
- Bisfosfonater
- Antkropp mot RANK-ligand (leder till hämning av bennedbrytande celler) Vid avancerade fall

### Antidepressiva och/eller ångestdämpande läkemedel
Används vid psykiska symtom.

### Hyposensibilisering
Metod att minska risken för allvarliga reaktioner vid påvisad allergi. Används främst vid allergi mot bi- och/eller geting med tidigare anafylaxi.

### Cytoreduktiv behandling
Syftar till att minska mängden mastceller. På grund av biverkningsprofilen används dessa främst vid den minoritet av patienter som har avancerad sjukdom (ASM, SM-AHN, MCL) eller de med indolent SM som har mycket allvarliga/besvärande symtom
- ɑ-Interferon. Ges som injektionsbehandling. Biverkningar bl.a. i form av trötthet och influensaliknande besvär.
- Kladribin. Cellgift (purinanalog) som ges som injektioner under 5 dagar var fjärde vecka. Biverkningar bland annat i form av infektionskänslighet
- Tyrosinkinashämmare. Hämmar proteiner i de sjuka mastcellerna

Midostaurin hämmar flera tyrosinkinaser bland annat KIT.
Imatinib. Kan ha effekt hos en del av de få patienter som inte har KIT-mutation
- Allogen stamcellstransplantation. Kan övervägas hos ett fåtal patienter med mycket allvarlig systemisk mastocytos (till exempel MCL). Förenat med hög risk för biverkningar och komplikationer.

## Prognos
Den majoritet av patienter som lider av indolent systemisk mastocytos (ISM) har en normal förväntad överlevnad. Patienter med avancerad systemisk mastocytos (ASM, SM-AHN och MCL) har sämre prognos som dock varierar kraftigt och måste bedömas individuellt.